# Ранко Зиројевић
Ранко Зиројевић (1. септембар 1967) бивши је југословенски фудбалер.
У каријери је играо за Сутјеску из Никшића, Могрен, Етникос из Пиреја, Марибор и Врбас.
Са младом репрезентацијом Југославије постао првак света на Светском првенству за младе у Чилеу 1987.